# Nový Zéland na Letních olympijských hrách 2000
Nový Zéland se účastnil Letní olympiády 2000. Zastupovalo ho 147 sportovců (77 mužů a 70 žen) v 18 sportech.

## Medailisté
| Medaile | Jméno           | Sport     | Soutěž                     |
| ------- | --------------- | --------- | -------------------------- |
| Zlato   | Rob Waddell     | Veslování | Muži skif                  |
| Bronz   | Mark Todd       | Jezdectví | Muži jezdecká všestrannost |
| Bronz   | Aaron McIntosh  | Jachting  | Muži třída (mistral)       |
| Bronz   | Barbara Kendall | Jachting  | Ženy třída (mistral)       |